# NGC 7777
NGC 7777 is een lensvormig sterrenstelsel in het sterrenbeeld Pegasus. Het hemelobject werd op 25 oktober 1876 ontdekt door de Franse astronoom Édouard Jean-Marie Stephan.

## Synoniemen
- UGC 12829
- MCG 5-56-18
- ZWG 498.26
- PGC 72744